# کمونیسم شورایی
کمونیسم شورایی (به انگلیسی: Council communism) جریانی از تفکر کمونیستی است که در دهه ۱۹۲۰ ظهور کرد. کمونیسم شورایی با الهام از انقلاب نوامبر مخالف سوسیالیسم دولتی بود و از شوراهای کارگری و دموکراسی شوروی حمایت می‌کرد. کمونیسم شورایی که در دهه ۱۹۲۰ در آلمان و هلند قوی بود، به عنوان یک اقلیت کوچک در چپ به حیات خود ادامه می‌دهد.

## تاریخچه

### پیدایش
کمونیسم شورایی در سالهای پس از ۱۹۱۸ ظهور کرد، زیرا برخی کمونیست‌ها در آلمان و هلند به این نتیجه رسیدند که انقلاب روسیه منجر به تمرکز قدرت در دست نخبگان سیاسی جدید شده‌است. برجسته‌ترین طرفداران اولیه آن اتو روهله، نویسنده آلمانی، آنتون پانه‌کک ستاره‌شناس هلندی و هرمان گورتر شاعر هلندی بودند. آنها در ابتدا طرفداران مشتاق بلشویک‌ها و انقلاب روسیه بودند. در سال ۱۹۱۸، گورتر گفت که رهبر بلشویک ولادیمیر لنین «بیش از سایر رهبران پرولتاریا برجسته است» و کارل مارکس یگانه همسن لنین بود. در سال ۱۹۱۹، پانکوک نوشت که «در روسیه اکنون دو سال کمونیسم عملی شده‌است».
هنگامی که حزب کمونیست آلمان (KPD) در دسامبر ۱۹۱۸ تشکیل شد، اکثریت حزب مخالف سیاست‌های انتخاباتی و اتحادیه کارگری بودند. این مواضع آن را در سمت چپ ارتدوکسی بلشویکی قرار داد. در سال ۱۹۱۹، انترناسیونال کمونیست (کمینترن) برای ترویج سیاستهای بلشویکی در سطح بین‌المللی تشکیل شد. در اکتبر ۱۹۱۹، پل لوی، رئیس رهبری حزب کمونیست آلمان، خط حزب جدیدی را دنبال کرد که سیاست‌های کمینترن را دنبال می‌کرد. این خط خواستار شرکت در انتخابات پارلمانی و مبارزه برای کنترل اتحادیه‌های کارگری تأسیس شده بود. در واقع، این باعث شد اکثریت چپ از حزب خارج شوند و حدود نیمی از ۱۰۰۰۰۰ عضو آن را ترک کنند. در آوریل ۱۹۲۰، چپ‌ها با عضویت اولیه حدود ۳۸۰۰۰ حزب کارگر کمونیست آلمان (KAPD) را تشکیل دادند. این حرکت تا حدی ناشی از این واقعیت بود که چپ واکنش KPD به Kapp Putsch را ضعیف می‌دانست. در همان سال، اتحادیه عمومی کارگران آلمان (AAUD) به عنوان یک اتحادیه کارگری انقلابی شکل گرفت که تا حدودی از کارگران صنعتی آمریکا در جهان (IWW) الگوبرداری شده‌است. توسط برخی به عنوان وابسته اتحادیه اتحادیه KAPD دیده می‌شود.
در سال ۱۹۱۸، گورتر جزوه "انقلاب جهانی" را نوشت و به تفاوت اوضاع روسیه و اروپای غربی اشاره داشت. پانکوک در کتاب انقلاب جهانی و تاکتیک‌های کمونیست، جزوه ای که در سال ۱۹۲۰ منتشر کرد، اظهار داشت که تاکتیک‌های کمونیستی در اروپای غربی لزوماً متفاوت از روس‌ها است. وی استدلال کرد که در اروپای غربی بورژوازی استقرار و تجربه بیشتری داشته و در نتیجه مبارزه طبقاتی باید با نهادهای بورژوازی مانند پارلمان‌ها و اتحادیه‌های کارگری مخالفت کند. وی بر اهمیت آگاهی طبقاتی در میان توده‌ها تأکید کرد و مدل حزب آوانگارد را که بلشویک‌ها از آن حمایت می‌کردند، مانعی بالقوه برای انقلاب دانست.
بلافاصله پس از تشکیل KAPD، این سازمان خواستار ورود به کمینترن شد. در دومین کنگره جهانی کمینترن در سال ۱۹۲۰، رهبران کمینترن، لنین، لئون تروتسکی و گریگوری زینوویف به اتفاق آرا مواضع KAPD را رد کردند. نامه سرگشاده کمیته اجرایی کمینترن به KAPD اطلاع داد که کمینترن در اختلافات خود با چپ از KPD کاملاً پشتیبانی می‌کند. برخی از نمایندگان KAPD در اعتراض زودهنگام کنگره را ترک کردند. لنین در جزوه کمونیسم بال چپ: یک اختلال شیرخوارگان، KAPD , Pannekoek و سایر گروه‌های چپ را مورد انتقاد قرار داد و آنها را به گسترش آشفتگی متهم کرد. وی ادعا کرد که امتناع از کار در پارلمان‌ها و اتحادیه‌های کارگری کارگران را تحت تأثیر رهبران مرتجع قرار خواهد داد. وی اعتراف کرد که بین روسیه و کشورهای پیشرفته تر در اروپای غربی اختلافات قابل توجهی وجود دارد، اما معتقد است که «این مدل روسی است که به همه کشورها چیزی - و چیزی بسیار قابل توجه - از آینده نزدیک و اجتناب ناپذیر آنها را نشان می‌دهد» و برخی ویژگی‌های خاص انقلاب روسیه از اعتبار جهانی برخوردار بود. گورتر وظیفه پاسخگویی به لنین را بر عهده گرفت. نامه سرگشاده وی به رفیق لنین این استدلال را که اختلاف در ساختار طبقاتی بین شرق و غرب لزوم اختلاف در تاکتیک‌های کمونیست را تکرار می‌کند، تکرار کرد.
علی‌رغم این اختلاف، KAPD و دیگر گروه‌های مشابه در ابتدا تلاش کردند جنبش کمونیستی بین‌المللی را از درون تغییر دهند. در سومین کنگره جهانی کمینترن در سال ۱۹۲۱، KAPD نتوانست یک مخالفت چپ ایجاد کند و بنابراین از انترناسیونال کنار رفت. انتقاد کمونیستی شورایی از بلشویسم بنیادی تر شد. کمونیست‌های شورا نتیجه گرفتند که بلشویک‌ها در واقع سوسیالیسم نمی‌سازند. در سال ۱۹۲۱، پانکوک استدلال کرد که انقلاب روسیه انقلابی بورژوازی مانند انقلاب فرانسه نیست. گورتر آن را به عنوان یک انقلاب دوتایی، انقلابی طبقه کارگر علیه سرمایه‌داری و انقلابی سرمایه‌داری علیه فئودالیسم توصیف کرد، اما اظهار داشت که این دوگانه گرایی با سیاست اقتصادی جدید ۱۹۲۱ حل شد و روسیه شوروی بدون ابهام به یک دولت سرمایه‌داری تبدیل شده‌است.
طبق گفته‌های مارسل ون در لیندن، مورخ، تا سال ۱۹۲۱ کمونیسم شورایی با جنبش رسمی کمونیستی گسست و جریان متمایزی را تشکیل داد. بسیاری از نویسندگان با VAN DER لیندن دیدن همه موارد در تعیین قدمت ظهور کمونیسم شورائی به اوایل 1920s, اما برخی دیگر، مانند فیلیپ Bourrinet و جان گربر، به گرایش به عنوان هلندی مراجعه کنید – فرم آلمانی از کمونیسم چپ در طول این مدت و تاریخ ظهور کمونیسم شورایی به دهه 1930. طبق گفته فریتس کول، اصطلاح کمونیسم شورای برای اولین بار توسط فرانتس فمفرت در سال ۱۹۲۱ استفاده شد. طبق گفته ون در لیندن، کمونیسم شورایی با پنج اصل اساسی تعریف شد:
- سرمایه‌داری رو به زوال بود و باید فوراً از بین می‌رفت.
- باید با کنترل کارگران بر اقتصاد از طریق دموکراسی شورایی جای آن را می‌گرفت.
- بورژوازی برای حفظ سرمایه‌داری طبقه کارگر را با متحدان سوسیال دموکرات خود دستکاری کرد.
- در برابر این دستکاری باید با تحریم سیاست‌های انتخاباتی و مبارزه با اتحادیه‌های کارگری سنتی مقاومت کرد.
- اتحاد جماهیر شوروی جایگزینی برای سرمایه‌داری نبود، بلکه نوع جدیدی از سرمایه‌داری بود.[۱۶]

چپ آلمان و هلند بخشی از جنبش گسترده‌تر کمونیستی چپ بود که در برابر تحمیل الگوی بلشویکی به اروپای غربی عقب‌نشینی کرد. گئورگ لوکاچ در وین بر اهمیت خودجوش بودن طبقه کارگر تأکید کرد. در ایتالیا، آمادئو بوردیگا مخالف سیاست‌های انتخاباتی بود، اما به شوراها به عنوان پایه ای برای سازماندهی مجدد جامعه توجه چندانی نداشت و احزاب پیشتاز را مانند لنین حمایت می‌کرد. در روسیه، مخالفت کارگران از بوروکراتیک سازی سازمان‌های طبقه کارگر انتقاد کرد و با KAPD همدردی کرد.
به گفته هانس مانفرد بوک، رهبری جنبش کمونیستی شورای آلمان بیشتر متشکل از روشنفکرانی بود که پیش از جنگ جهانی اول بخشی از جناح چپ SPD بودند و همچنین روشنفکران جوان تر، افرادی با سابقه بوهمی و دانشگاهیان که رادیکال شده توسط جنگ. عضویت آن بیشتر از کارگران جوانی تشکیل شده بود که قبل از جنگ فعالیت سیاسی نداشته‌اند و سربازان سابق که از وحشیگری جنگ تلخ بودند.
در سپتامبر ۱۹۲۱، حزب کارگران کمونیست هلند (KAPN) به عنوان تشریفاتی هلندی با KAPD شکل گرفت. گورتر از این تصمیم حمایت می‌کرد و سخنگوی اصلی آن شد، اما پانکوک تردید داشت زیرا احساس می‌کرد که شرایط ایجاد یک سازمان جدید در هلند نرسیده‌است. KAPN از KAPD الگوبرداری شده و برنامه آن تقریباً مشابه برنامه آلمان بود. با این وجود موفق به تکرار پایگاه توده ای KAPD نشد و هرگز بیش از ۲۰۰ عضو نداشت. در بلغارستان نیز یک جناح چپ کمونیست در حزب کمونیست وجود داشت. چپ به رهبری ایوان گانچف و تحت تأثیر KAPD، حزب کارگران کمونیست بلغارستان (BRKP) را در ژانویه ۱۹۲۲ تشکیل داد. کمی بیش از هزار عضو داشت که اکثراً کارگر و اندک روشنفکر بودند. در انگلستان، سیلویا پانکهورست، خلافکار سابق، که همچنین مخالف سیاست‌های پارلمانی بود، در سپتامبر ۱۹۲۱ از حزب کمونیست انگلیس (CPGB) کنار گذاشته شد. وی در فوریه ۱۹۲۲ حزب کارگران کمونیست (CWP) را تشکیل داد. ادعا می‌شود ۵۰۰ عضو دارد اما احتمالاً تعداد آنها بسیار کمتر است.

### فروپاشی
از ابتدای تأسیس، KAPD درگیر اختلافات و آشوب‌های داخلی بود. این حزب متشکل از گرایشهای سیاسی متنوعی بود و تشکیلاتی پایدار ایجاد نمی‌کرد، زیرا طرفداران آن از این ترس داشتند که می‌توانند بوروکراتیک شوند و جلوی تحرک انقلابی طبقه کارگر را بگیرند. همزمان با تثبیت ویمار آلمان در اوایل دهه ۱۹۲۰ و جنبش شورایی انقلاب آلمان، این اختلافات شدت گرفت.
همان اوایل کنگره مؤسس KAPD. روله و فرانتس فمفرت، سردبیر مجله Die Aktion، مخالف هرگونه ساختار متمرکز حزب و تقسیم سنتی جنبش کارگری به احزاب سیاسی و اتحادیه‌های کارگری اقتصادی بودند. روله در بروشور ۱۹۲۰ خود، انقلاب یک حزب مهم نیست، استدلال کرد که هدف جنبش انقلابی تصاحب تولید است و بنابراین نیازی به یک حزب ندارد، حزب لزوماً فرصت طلب می‌شود. بر این اساس، روله و هوادارانش KAPD را در نوامبر ۱۹۲۰ ترک کردند و هنگامی که مشخص شد جناح طرفدار KAPD در ژوئن ۱۹۲۱ کنترل AAUD را بر عهده دارد، آنها AAUD <span typeof="mw:Entity" id="mwhQ">–</span> سازمان واحد (AAUD – E) را تأسیس کردند. AAUD – E از KAPD انتقاد کرد که فقط در رد پارلمانتاریسم از KPD متفاوت است. در دومین کنگره KAPD در اوت ۱۹۲۰، جناح ملی بلشویک حزب اخراج شد. این بال توسط هاینریش لوفنبرگ و فریتز ولفهایم هدایت می‌شد. آنها از یک ملت قدرتمند آلمان حمایت کردند که پس از یک انقلاب موفق پرولتری، در مبارزه با سرمایه غربی و نظامی گری با اتحاد جماهیر شوروی متحد شود. آنها همچنین در انتقاد از پل لووی به کلیشه‌های ضدیهودی استناد کردند و ادعا کردند که «چون لووی یهودی است، او کارت سرمایه مالی یهود را بازی خواهد کرد».
جدال مهم بعدی در KAPD مربوط به تشکیل یک انترناسیونال جدید مخالف کمینترن، شرکت AAUD در مبارزات مزدی و نقش رهبری حزب پیرامون کارل شرودر بود. رهبری شرودر در KAPD به‌طور فزاینده ای بحث‌برانگیز شد و از نظر برخی او تصور می‌شد که وی برای اعمال کنترل دیکتاتوری تلاش می‌کند. از نظر سیاسی، جناح شرودر استدلال می‌کرد که سرمایه‌داری در بحران نهایی است که منجر به نابودی آن می‌شود، اما کارگران هنوز برای پایان سرمایه‌داری آماده نیستند زیرا هنوز تحت کنترل رهبران اصلاح طلب بودند. از این رو آنها نتیجه گرفتند که نقش KAPD پایبندی محکم به اصول سختگیرانه انقلابی است تا بتواند کارگران را بعداً هدایت کند. مخالفان شرودر توافق کردند که سرمایه‌داری رو به زوال است، اما این برای آنها ضرورت مبارزه برای به دست آوردن کارگران را نشان می‌دهد و آنها در انعطاف‌پذیری در تاکتیک‌هایی مانند شرکت در مبارزات مزدی، که شرودر آنها را به عنوان اصلاح طلبی رد کرد، بازتر هستند. در مارس ۱۹۲۲، این اختلاف منجر به تقسیم گرایش اسن به رهبری شرودر و گرایش برلین شد که هرکدام دارای وابسته AAUD خاص خود بودند. گرایش برلین قوی تر بود، اما بیشتر روشنفکران KAPD از جمله گورتر به گرایش اسن پیوستند. جناح گرایی در جنبش پانکوک به شدت خشمگین شد و از اختلافات دور ماند، گرچه بیشتر با گرایش برلین همدرد بود.
پس از کناره‌گیری KAPD از کمینترن در سال ۱۹۲۱، رهبری آن تصمیم گرفت تا برنامه‌هایی برای تشکیل یک انترناسیونال جدید تنظیم کند. شرودر و گورتر از این موضوع حمایت کردند، اما بسیاری از اعضای سازمان نسبت به زمان مناسب این اقدام تردید داشتند. در آوریل ۱۹۲۲، پس از انشعاب حزب، KAPD اسن و KAPN بین‌المللی کارگران کمونیست (KAI) را تشکیل دادند. بعداً BRKP و CWP به هم پیوستند. KAI همچنین ادعا کرد که دارای یک شرکت وابسته به روسیه است، اما در واقع فقط از دو روس ساکن برلین تشکیل شده‌است. گورتر برنامه KAI را نوشت. ساختار سازمانی آن مشابه ساختار کمینترن بود، اما هرگز به تأثیر و فعالیت قابل توجهی نرسید. انشعاب در KAPD در سازمان‌های بلغارستان و هلند نیز تکرار شد، زیرا گروه‌های هر حزب از KAPD اسن و دیگران KAPD برلین حمایت کردند.
پس از سال ۱۹۲۲، تشکل‌های کمونیستی شورایی رو به زوال و از هم پاشید. در سال ۱۹۲۳ تعداد سازمانهای آلمانی به ۲۰ هزار نفر و در سال ۱۹۳۳ فقط چند صد نفر طرفدار داشتند. اسن KAPD سریعتر کاهش یافت. در سال ۱۹۲۳، یک جناح چپ به شکل اتحادیه کمونیستهای شورای، بیشتر اعضای آنها سپس AAUD پیوست – E. در سال ۱۹۲۵، رهبران اصلی اسن KAPD از جمله شرودر از چپ به پیوستن دوباره به SPD به آنها فکر احیای جنبش شورای دوره انقلابی بعید است. در سال ۱۹۲۷، گورتر درگذشت و تا سال ۱۹۲۹ این گروه توانایی انتشار روزنامه خود را نداشت. KAPD برلین، با از دست دادن رهبری و نظریه پردازان خود به KAPD اسن، سال‌های بعدی را صرف صدور فراخوان‌های مکرر و کاملاً نادیده گرفته شده برای قیام کرد. در سال ۱۹۲۷، آن وابسته AAUD خود را از دست داد که خود را یک حزب در نوع خود اعلام کرد. AAUD – E به سرعت به مجموعه ای از گروه‌ها و گرایش‌های فردی تبدیل شد تا یک سازمان منسجم. هنگامی که وی نتیجه گرفت که اوضاع سیاسی برای سیاست انقلابی بیش از حد واکنشی است، این نظریه‌پرداز برجسته خود روله را در سال ۱۹۲۵ از دست داد. در سال ۱۹۲۷، این گروه با گروهی که از KPD و یک سازمان اتحادیه مستثنی شده بودند، تشکیل اتحادیه اسپارتاکیست سازمانهای چپ کمونیست را تشکیل داد، که به نوبه خود با AAUD برلین در سال ۱۹۳۱ ادغام شد و اتحادیه کارگران کمونیست آلمان را ایجاد کرد، اما این سازمان فقط ۳۴۳ تن عضو داشت.
در اوایل دهه ۱۹۳۰، کمونیسم شورایی به عنوان یک جنبش گسترده به پایان رسید. به گفته جان گربر، کمونیسم شورایی محصول آشفتگی پس از جنگ بود و در نتیجه پایان جنبش شورا، سیاست کمونیست‌های شورا انتزاعی شد. وی همچنین انحطاط کمونیسم شورایی را به عنوان یک جنبش توده ای ناشی از ناکامی‌های طرفداران آن می‌داند. آنها سیاستی را توسعه ندادند که بتواند تحت یک سرمایه‌داری تثبیت شده زنده بماند. کمونیستهای شورا درک درستی از ترکیب جنبش شورا، دلایل انحطاط آن و تأثیر لنینیسم و دموکراسی بر کارگران کسب نکردند. به گفته گربر، همه اینها به دلیل جزم گرایی کمونیست‌های شورا و عدم رهبری در سطوح پایین‌تر، تشدید شد.

### بقا در گروه‌های کوچک
پس از روی کار آمدن نازی‌ها در آلمان در سال ۱۹۳۳، کمونیسم شورایی سازمان یافته ناپدید شد، گرچه چند گروه به مقاومت در برابر رژیم ادامه دادند. در چندین گروه کوچک در هلند ادامه یافت. گروه کمونیست‌های بین‌المللی (GIC) تا اواخر دهه ۱۹۳۰ به یک مرکز هماهنگ‌کننده مباحث بین‌المللی تبدیل شد. این متن متون اصلی جنبش را منتشر کرد که برجسته‌ترین آنها «طغیان جنبش کارگری جدید» از هنک کان میجر و «پایان‌نامه‌های بولشویسم» هلموت واگنر بود. کمونیست‌های شورا در چندین کشور دیگر ظاهر شدند. پل ماتیک مهاجر آلمانی آن را به ایالات متحده آورد و در آنجا نامه نگاری شورای بین‌المللی را منتشر کرد. JA Dawson وکیل مدافع جنوب شوراهای کارگری را در استرالیا و Laín Diez متن‌های کمونیستی شورا را در شیلی منتشر کرد.
جنبش دانشجویی ۱۹۶۰ منجر به تجدید حیات کمونیسم شورایی، عمدتاً در فرانسه، ایتالیا و آلمان شد. پس از افول جنبش ۱۹۶۸، این جنبش بیشتر دوباره ناپدید شد.

## تئوری
کمونیست‌های شورایی در حالی که از یک جهت کلی مشترک برخوردار بودند، در دیدگاه‌هایشان در مورد بسیاری از موضوعات اختلاف نظر زیادی داشتند.
کمونیست‌های شورا معتقدند که طبقه کارگر برای آوردن سوسیالیسم نباید به احزاب پیشتاز لنینیستی یا اصلاحات سیستم سرمایه‌داری اعتماد کند. در عوض، حزب نقش تبلیغاتی و «اقلیت» را حفظ می‌کند. و شبکه ای از شوراهای کارگری وسیله اصلی انقلاب خواهد بود که به عنوان دستگاهی عمل می‌کند که دیکتاتوری پرولتاریا بوسیله آن شکل می‌گیرد و فعالیت می‌کند.

## برای مطالعهٔ بیشتر
- -     - Bock, Hans-Manfred (1988). "Neuere Forschungen zur Holländischen Marxistischen Schule". Internationale wissenschaftliche Korrespondenz zur Geschichte der deutschen Arbeiterbewegung. 24 (4): 516–538.

  - Bonacchi, Gabriella M. (1976). "The Council Communists between the New Deal and Fascism". Telos (30): 43–72.
    - Budrovich–Saez, Jorge (2015). "Después del Marxismo, después del Anarquismo: Laín Diez y la crítica social no dogmática". Revista Pléyade. 15: 157–178.

  - Dingel, Franz (1976). "Rätekommunismus und Anarchismus: Zu einigen neueren Arbeiten und Nachdrucken". Internationale wissenschaftliche Korrespondenz zur Geschichte der deutschen Arbeiterbewegung. 12 (1): 71–84.
- Eagles, Julian (2017). "Marxism, Anarchism and the Situationists' Theory of Revolution". Critical Sociology. 43 (1): 13–36.
- el-Ojeili, Chamsy; Taylor, Dylan (2016). "Across and Beyond the Far Left: The Case of Gilles Dauvé". Rethinking Marxism. 28 (2): 187–203.
- Gerber, John (1988). "From Left Radicalism to Council Communism: Anton Pannekoek and German Revolutionary Marxism". Journal of Contemporary History. 23 (2): 169–189.
  - Harmsen, Ger (1986). "Le marxisme et la revue 'De Nieuwe Tijd'". Sepentrion. 15 (3): 57–62.
- Harmsen, Ger (1990). "Le communisme des Conseils ouvriers de Pannekoek et Gorter". Sepentrion. 19 (2): 47–51.
- Herrmann, Friedrich Georg (1972). "Otto Rühle als politischer Theoretiker". Internationale Wissenschaftliche Korrespondenz zur Geschichte der Arbeiterbewegung. 17: 16–60.
- Herrmann, Friedrich Georg (1972). "Otto Rühle als politischer Theoretiker". Internationale Wissenschaftliche Korrespondenz zur Geschichte der Arbeiterbewegung. 18: 23–50.
- Howard, M.C.; King, J.E. (2016). "'State Capitalism' in the Soviet Union". History of Economics Review. 34 (1): 110–126.
- Memos, Christos (2012). "Anarchism and Council Communism: On the Russian Revolution". Anarchist Studies. 20 (2): 22–47.
- Muldoon, James (2020). "After council communism: the post-war rediscovery of the council tradition". Intellectual History Review.
  - Pozzoli, Cláudio (2016). "Paul Mattick e o Comunismo de Conselhos". Marxismo e Autogestão. 2 (5): 77–101.
  - Roberts, John (2013). "The Two Names of Communism". Radical Philosophy (177): 9–18.
    - van der Linden, Marcel (1997). "Socialisme ou Barbarie: A French Revolutionary Group (1949–65)". Left History. 5 (1): 7–37.

  - Viana, Nildo (2015). "Notas sobre História e Significado do Comunismo de Conselhos". Marxismo e Autogestão. 2 (5): 48–76.
- Wright, Steven (1980). "Left Communism in Australia: J.A. Dawson and the 'Southern Advocate for Workers' Councils'". Thesis Eleven. 1 (1): 43–77.